# Anacampseros retusa
Anacampseros retusa är en tvåhjärtbladig växtart som beskrevs av V. Poelln. Anacampseros retusa ingår i släktet Anacampseros och familjen Anacampserotaceae. Inga underarter finns listade i Catalogue of Life.